# BENGUS
BENGUS（ベンガス、1970年 - ）は、日本のイラストレーター、キャラクターデザイナー、ゲームクリエイター。血液型B型。男性。
水戸椎土（みど・しいど）やCRMK / ホーリーホームラン / ペッピーオヘア / ぽっけもん / スタンプラリー / モンキーキックなど複数のペンネームを使う。
2009年より剛田チーズのペンネームでアニメのキャラクターデザインなども手掛けている。

## 人物
幼い頃から松本零士や鳥山明に影響を受け、絵を描き始める。日本工学院八王子専門学校卒業後、1992年に株式会社カプコン入社。
『ダンジョンズ&ドラゴンズ タワーオブドゥーム』『エイリアンVSプレデター』などの背景を制作し、その画力を高く評価したあきまんに勧められ『スーパーストリートファイターII』から同社デザイン室に転属。『ヴァンパイア』シリーズや『ストリートファイターZERO』シリーズなどの販促用イラストを担当する。作品によっては画風が異なり、一見すると別人が描いたように見えるほど絵のタッチに幅がある。『CAPCOM VS. SNK MILLENNIUM FIGHT 2000』では森気楼のタッチでキャラクターイラストの一部を担当した（顔は森気楼が修正している）。アナログではリキテックス、マーカー系の画材を使い、デジタルではフォトショップを使用。
カプコンクラブ会員用のビデオ（『ストリートファイターZERO2』のCMメイキングの回）に出演している。
好きなキャラクター、メカデザインとして松本零士、鳥山明の他に大河原邦男、永野護、木城ゆきと、大高忍、渡辺航を挙げている。また、尊敬する人物としてカプコンで同期の神谷盛治（ヴァニラウェア）、好きな作品に『ドラゴンズクラウン』を挙げている。
好きなバンドはAC/DC、RAVEN、RAMONES、IRON MAIDEN、Black Sabbath、VENOMで、AC/DCのトリビュートバンド「AB/CD」のギタリスト「Bengus」がペンネームの由来となっている。
カプコン退職後はフリーのクリエイターとして活動していたが、『ストリートファイターV』の仕事を機にカプコンに復職。2015年初頭、『ストリートファイターV』の開発に携わっていたカプコンデザイン室室長の岡野正衛は、ストーリーモードに必要な大量のイラストを描ける人材を探していた際に10年前に退職したBENGUSのことが頭に浮かび、彼ならこの案件を達成できると確信して直談判した。定められた期間で大量の絵を完成させなければならないので、BENGUSもかなりの覚悟をしたうえで請けたという。

## 来歴
1992年
- 4月、株式会社カプコンに入社。アーケード制作部スクロール課に配属。
- 『ダンジョンズ&ドラゴンズ タワーオブドゥーム』の壊れるイスと机を制作。デモ画面におけるラストボスのリッチが初めてドットで描いたキャラクターとなる。デモ画面ではほとんどキャラクターを担当しており、唯一打った背景ドットは集客デモの街並み。
- 『エイリアンVSプレデター』の背景を制作。

1993年
- 同社デザイン室に転属。
- ゲーメストムック「ギャルズアイランド2」の表紙用イラストを担当。これがイラスト初仕事となる。
- 『スーパーストリートファイターII』の販促用イラストを担当。

1994年
- 『スーパーストリートファイターIIX』のメインイラストを担当。
- 『ヴァンパイア』のメインイラストおよびゲーム中デモ画を担当。同作品にBENGUSを起用することを提案したのはあきまんで、のちに「当時新人だったBENGUSにヴァンパイアシリーズを担当してもらって成功だった」と自身のHPで語っている。

1995年
- 『ヴァンパイアハンター』のメインイラストおよびゲーム中デモ画を担当。同イラストがゲーメスト等に掲載され、アーケードゲーマーの間で話題となる。
- 『ストリートファイターZERO』の販促用イラストを担当。

1996年
- 『ストリートファイターZERO2』の販促用イラストおよびゲーム中デモ画を担当。
- 『X-MEN VS. STREET FIGHTER』の販促用イラストおよびゲーム中デモ画を担当。

1997年　

- 『ヴァンパイアセイヴァー』の販促用イラストおよびゲーム中デモ画を担当。
- 『マーヴル・スーパーヒーローズ VS. ストリートファイター』の販促用イラストおよびゲーム中デモ画を担当。

1998年
- 『MARVEL VS. CAPCOM CLASH OF SUPER HEROES』の販促用イラストおよびゲーム中デモ画を担当。
- 『ストリートファイターZERO3』の販促用イラストおよびゲーム中デモ画を担当。

## 作品リスト
- 1992年 『ストリートファイターIIダッシュターボ』（販促用イラスト）
- 1993年 『スーパーストリートファイターII』（販促用イラスト）
- 1993年 『スーパーストリートファイターII ザ・トーナメントバトル』（メインイラスト）
- 1994年 『ダンジョンズ&ドラゴンズ タワーオブドゥーム』（背景制作）
- 1994年 『スーパーストリートファイターIIX』（メインイラスト）
- 1994年 『エイリアンVSプレデター』（メインイラスト、背景制作、ゲーム中デモ原画）
- 1994年 『ヴァンパイア』（メインイラスト、ゲーム中デモ原画）
- 1994年 『クイズ&ドラゴンズ』（ゲーム中デモ原画）
- 1995年 『ヴァンパイアハンター』（メインイラスト、ゲーム中デモ原画）
- 1995年 『ストリートファイターZERO』（販促用イラスト、ゲーム中デモ原画）
- 1996年 『ダンジョンズ&ドラゴンズ シャドーオーバーミスタラ』（ゲーム中デモ原画）
- 1996年 『ストリートファイターZERO2』（販促用イラスト、ゲーム中デモ原画）
- 1996年 『X-MEN VS. STREET FIGHTER』（販促用イラスト、ゲーム中デモ原画）
- 1996年 『スターグラディエイター』（販促用イラスト）
- 1996年 『ウォーザード』（ゲーム中デモ原画）
- 1996年 『ストリートファイターEX』（販促用イラスト、ゲーム中デモ原画）
- 1997年 『ヴァンパイアセイヴァー』（メインイラスト、販促用イラスト、ゲーム中デモ原画）
- 1997年 『マーヴル・スーパーヒーローズ VS. ストリートファイター』（メインイラスト、販促用イラスト、ゲーム中デモ原画）
- 1997年 『ヴァンパイア セイヴァー2』『ヴァンパイア ハンター2』（イメージビジュアル）
- 1997年 『ストリートファイターIII 2nd IMPACT』（豪鬼のゲーム中デモ原画）
- 1998年 『MARVEL VS. CAPCOM CLASH OF SUPER HEROES』（メインイラスト、販促用イラスト、ゲーム中デモ原画）
- 1998年 『スターグラディエイター2』（メインイラスト、販促用イラスト）
- 1998年 『ストリートファイターEX2』（ゲーム中デモ原画）
- 1998年 『ストリートファイターZERO3』（メインイラスト、販促用イラスト、ゲーム中デモ原画）
- 1998年 『ストリートファイターZERO2'』（コンシューマ版パッケージイラスト）
- 1998年 『ジョジョの奇妙な冒険』（インストラクションカード用イラスト）
- 1999年 『パワーストーン』（メインイラスト、販促用イラスト）
- 2000年 『MARVEL VS. CAPCOM 2 NEW AGE OF HEROES』（メインイラスト、ゲーム中デモ原画）
- 2000年 『CAPCOM VS. SNK MILLENNIUM FIGHT 2000』（ゲーム中デモ原画、DC版メインイラスト）
- 2000年 『ガンスパイク』（販促用イラスト）
- 2000年 『パワーストーン2』（メインイラスト、販促用イラスト）
- 2001年 『スタートリングアドベンチャーズ 空想3×大冒険』（『スペースレスキュージョウ』キャラクターデザイン、ゲーム中デモ原画）
- 2001年 『CAPCOM VS. SNK MILLENNIUM FIGHT 2000 PRO』（メインイラスト）
- 2003年 『機動戦士Ζガンダム エゥーゴvs.ティターンズ』（デモイラスト）
- 2005年 『レッド・デッド・リボルバー』（一部キャラクターデザインキャラモデリング）
- 2005年 『ヴァンパイア ダークストーカーズコレクション』（ゲーム中デモ原画）
- 2006年 『ストリートファイターZERO ファイターズ ジェネレーション』（パッケージイラスト）
- 2006年 『新 鬼武者 DAWN OF DREAMS』（キャラクターデザイン、販促用イラスト）
- 2009年 『リング・オブ・ガンダム』（敵モビルスーツデザイン）
- 2009年 『バトルスピリッツ 少年激覇ダン』（キャラクター原案）
- 2010年 『バトルスピリッツ ブレイヴ』（キャラクター原案）
- 2012年 『CODE OF PRINCESS』（ゲストキャラクターデザイン）
- 2012年 『ブレイブリーデフォルト』（NPCデザイン）
- 2013年 『ドラゴンズクラウン』（ゲストアート）
- 2013年 『ダンジョンズ&ドラゴンズ －ミスタラ英雄戦記－』（パッケージイラスト）
- 2014年 『ディスク・ウォーズ:アベンジャーズ』
- 2014年 『ガンダム Gのレコンギスタ』（デザインワークス）※剛田チーズ名義
- 2015年 『ケイオスドラゴン 混沌戦争』（イラスト）
- 2016年 『戦国にゃんこ玉』（ボスイラストなど）
- 2016年 『ストリートファイターV』（デモイラスト、限定版イラスト、キャラクター原案）
- 2019年 『バトルスピリッツ サーガブレイヴ』（キャラクター原案）